# Álvaro Negredo
Álvaro Negredo Sánchez (ur. 20 sierpnia 1985 w Madrycie) – hiszpański piłkarz występujący na pozycji napastnika.

## Kariera klubowa

### Wczesna kariera
Piłkarz wypromował się w rodzinnym mieście w barwach Rayo Vallecano, z kolei w 2005 roku związał się z innym klubem ze stolicy – Realem Madryt – ale występował w tamtejszych rezerwach.

### Real Madryt
W ostatnim sezonie gry dla Castilli zawodnik zdobywał wiele bramek, choć to na niewiele się zdało, ponieważ drużyna została zdegradowana do niższej ligi. Negredo zrobił duże wrażenie na ówczesnym szkoleniowcu Realu – Fabio Capello i Włoch postanowił zabrać go na mecze Copa del Rey, jednak był tylko rezerwowym i nie dostał żadnej szansy. Swój debiut w pierwszej drużynie Alvaro zaliczył w towarzyskim meczu z Atlético Madryt.

### UD Almería
W lipcu 2007 roku Negredo został sprzedany do beniaminka Primera División – UD Almería z opcją odkupienia przez Real. W barwach UD Almería, Negredo zadebiutował 26 sierpnia w spotkaniu przeciwko Deportivo La Coruña wygranym przez drużynę z Almerii 3-0. 2 lutego 2008 roku Álvaro zdobył jedną z bramek w wygranym przez Almeríę 2-0 meczu z jego byłym klubem. Po zakończeniu debiutanckiego sezonu, Negredo został najlepszym strzelcem drużyny z 13 bramkami na koncie.

### Sevilla
W lipcu 2009 roku powrócił do Realu Madryt, jednak 20 sierpnia tego samego roku został sprzedany do Sevilla FC z opcją pierwokupu przez najbliższe 2 lata. Spędził tam 4 sezony.

### Manchester City
19 lipca 2013 roku przeszedł do Manchesteru City. Angielski klub zapłacił za niego 20 milionów funtów. Sezon 13/14 skończył z dorobkiem 23 bramek we wszystkich rozgrywkach w 48 występach.

### Valencia
W dniu 1 września 2014 roku Negredo został wypożyczony do Valencia CF z opcją wykupu po sezonie.
Negredo na stałe dołączył do drużyny w dniu 1 lipca 2015 roku.

### Middlesbrough
21 lipca 2016 roku został wypożyczony do Middlesbrough na jeden sezon. Jest to 8 transfer Boro w tym sezonie.

## Statystyki
Stan na 7 kwietnia 2017
| Klub            | Sezon      | Liga  | Liga | Puchary | Puchary | UEFA  | UEFA | Suma  | Suma |
| Klub            | Sezon      | mecze | Gole | mecze   | Gole    | mecze | Gole | mecze | Gole |
| --------------- | ---------- | ----- | ---- | ------- | ------- | ----- | ---- | ----- | ---- |
| Rayo Vallecano  | 2004/2005  | 12    | 1    | —       | —       | —     | —    | 12    | 1    |
| Real Madryt B   | 2005/2006  | 25    | 4    | —       | —       | —     | —    | 25    | 4    |
| Real Madryt B   | 2006/2007  | 40    | 18   | —       | —       | —     | —    | 40    | 18   |
| Real Madryt B   | Suma       | 65    | 22   | —       | —       | —     | —    | 65    | 22   |
| UD Almería      | 2007/2008  | 36    | 13   | 2       | 0       | —     | —    | 38    | 13   |
| UD Almería      | 2008/2009  | 34    | 19   | 1       | 0       | —     | —    | 35    | 19   |
| UD Almería      | Suma       | 70    | 32   | 3       | 0       | —     | —    | 73    | 32   |
| Sevilla FC      | 2009/2010  | 35    | 11   | 5       | 2       | 7     | 1    | 47    | 14   |
| Sevilla FC      | 2010/2011  | 38    | 20   | 9       | 5       | 8     | 1    | 55    | 26   |
| Sevilla FC      | 2011/2012  | 30    | 14   | 4       | 0       | 2     | 0    | 36    | 14   |
| Sevilla FC      | 2012/2013  | 36    | 25   | 6       | 6       | 0     | 0    | 42    | 31   |
| Sevilla FC      | Suma       | 139   | 70   | 24      | 13      | 17    | 2    | 180   | 85   |
| Manchester City | 2013/2014  | 32    | 9    | 9       | 9       | 8     | 5    | 49    | 23   |
| Valencia CF     | 2014/2015  | 30    | 5    | 0       | 0       | 0     | 0    | 30    | 5    |
| Valencia CF     | 2015/2016  | 25    | 5    | 5       | 5       | 7     | 1    | 36    | 13   |
| Valencia CF     | Suma       | 55    | 10   | 5       | 5       | 7     | 1    | 65    | 19   |
| Middlesbrough   | 2016/2017  | 36    | 9    | 3       | 1       | 0     | 0    | 39    | 10   |
| W karierze      | W karierze | 411   | 151  | 44      | 28      | 32    | 10   | 484   | 188  |

## Kariera reprezentacyjna
W dniu 6 października 2009 roku, Negredo otrzymał pierwsze powołanie do pierwszej kadry Hiszpanii, prowadzonej przez Vicente del Bosque na mecz z Armenią. Na Mistrzostwach Europy w 2012 wraz z reprezentacją Hiszpanii zajął pierwsze miejsce.

### Bramki w reprezentacji
| #    | Data                 | Gdzie                                       | Przeciwnik           | Bramka  | Rezultat | Rozgrywki                          |
| ---- | -------------------- | ------------------------------------------- | -------------------- | ------- | -------- | ---------------------------------- |
| 1.2. | 14 października 2009 | Bilino Polje, Zenica, Bośnia i Hercegowina  | Bośnia i Hercegowina | 0:30:4  | 2:5      | Eliminacje Mistrzostw Świata 2010  |
| 3.   | 4 czerwca 2011       | Gillette Stadium, Foxborough, USA           | Stany Zjednoczone    | 0:1     | 0:4      | towarzyski                         |
| 4.5. | 6 września 2011      | Estadio Las Gaunas, Logroño, Hiszpania      | Liechtenstein        | 1:0 2:0 | 6:0      | Eliminacje Mistrzostw Europy 2012) |
| 6.   | 30 maja 2012         | Stade de Suisse Wankdorf, Berno, Szwajcaria | Korea Południowa     | 4:1     | 4:1      | towarzyski                         |

## Sukcesy

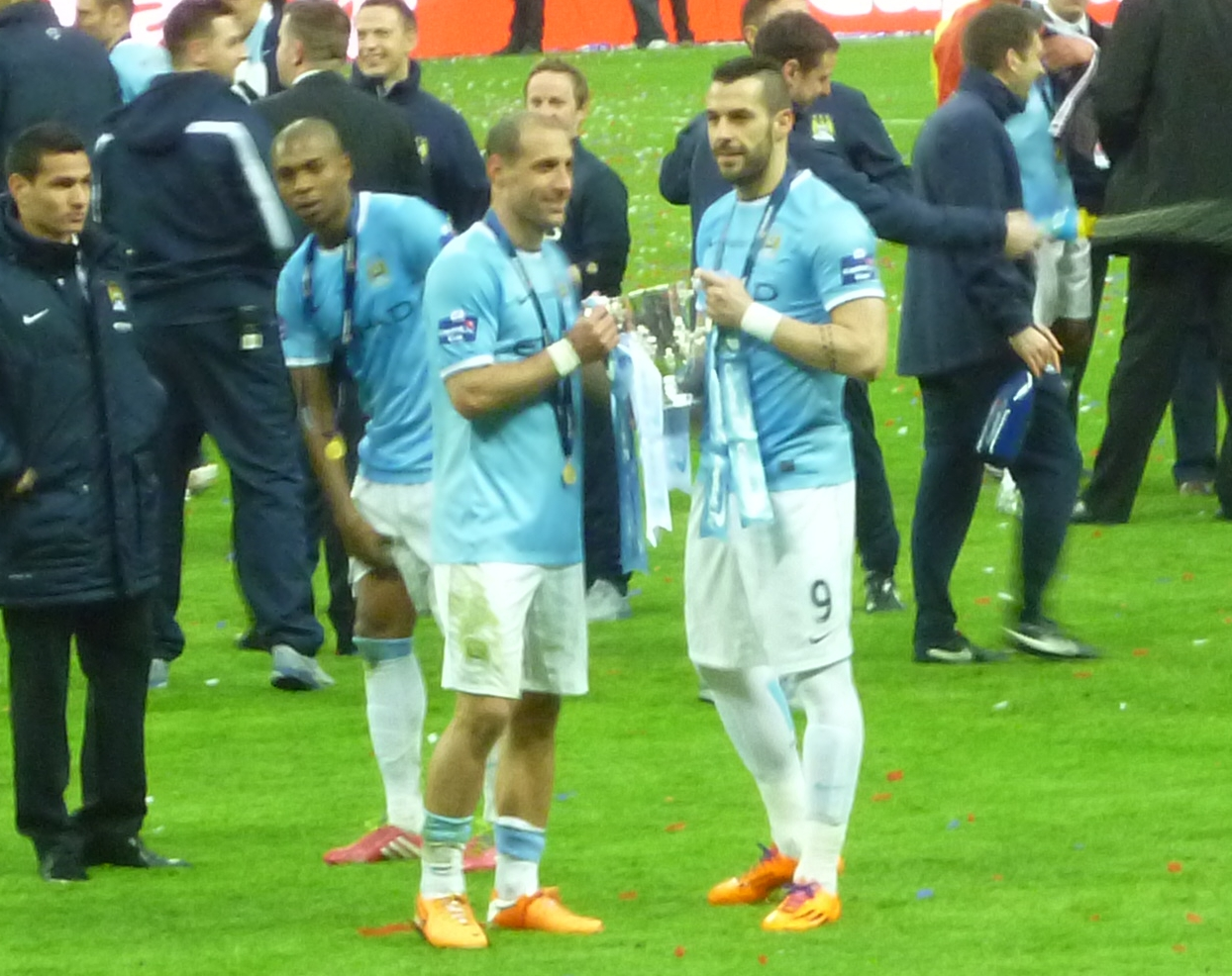
Negredo z Pucharem Ligi Angielskiej w 2014 roku.

### Sevilla
- Puchar Króla: 2009/2010

### Manchester City
- Mistrzostwo Anglii: 2014
- Puchar Ligi Angielskiej: 2014

### Reprezentacyjne
- Mistrzostwo Europy: 2012

### Indywidualnie
- Król strzelców Pucharu Króla: 2015/2016 (5 goli)[a]
- Trofeo Zarra: 2011, 2013 (najlepszy strzelec Primera División narodowości hiszpańskiej)